# Fassade (Fachzeitschrift)
Die Fassade ist eine deutsche Fachzeitschrift für Planer, Architekten, Bauingenieure, Metallbauer bzw. Verarbeiter mit dem Schwerpunkt Fassade sowie Entscheider aus Industrie, Handel und öffentlicher Verwaltung. Sie erscheint seit 1992. Von der Planung über die Realisierung bis hin zur Instandhaltung und Sanierung deckt sie alle wichtigen Bereiche der professionellen Fassadengestaltung ab. Die Fassade erscheint sechsmal im Jahr und thematisiert die Gebäudehülle mit den Komponenten Fassadenelemente, Fenster, Türen, Tore und Sonnenschutz. Abgedeckt werden dabei alle Werkstoffe und Konstruktionsarten der Fassade – von Glasfassaden und Pfosten-Riegel-Fassaden über vorgehängte hinterlüftete Fassaden (VHF) und WDVS-Systemen bis hin zu Sichtbeton- und Holzfassaden.
Neben dem gedruckten Heft ist die Fassade mit einem ergänzenden Onlineportal im Internet vertreten. Auf der Website werden News und aktuelle Entwicklungen aus der Fassadenbranche publiziert.
Die Fassade wird von der Verlagsanstalt Handwerk GmbH herausgegeben. Sitz des von Rüdiger Gottschalk geführten Fachverlags ist Düsseldorf. Chefredakteur der Fassade ist seit 2010 Jens Meyerling.